# Dieter Dorn
Dieter Dorn (* 31. Oktober 1935 in Leipzig) ist ein deutscher Schauspieler und Theaterregisseur.

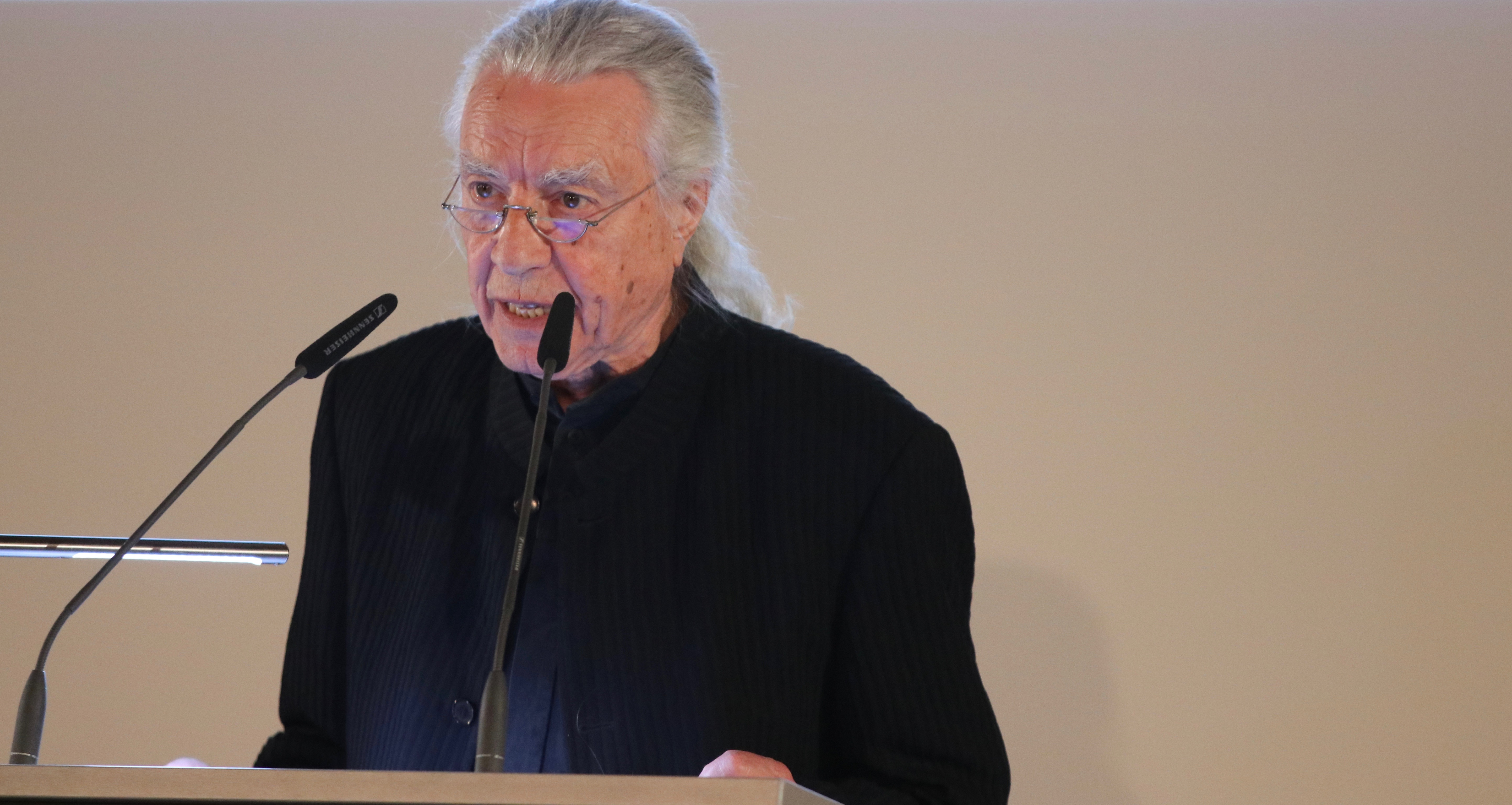
Dieter Dorn bei der Verleihung des Kulturellen Ehrenpreises 2019 an Gerhard Polt

## Biographie
Dorn besuchte nach dem Abitur die Theaterhochschule Leipzig, flüchtete 1956 aus der DDR und wechselte an die Max-Reinhardt-Schule für Schauspiel in West-Berlin, wo er bei Hilde Körber und Lucie Höflich seine Ausbildung beendete. Zwischen 1958 und 1961 war er als Regieassistent, Dramaturg und Schauspieler an der Landesbühne Hannover engagiert, anschließend arbeitete er als Reporter und Sprecher beim NDR. 1964 kehrte er nach Hannover zurück, wo er als Erster Spielleiter und Dramaturg an der Landesbühne verpflichtet war. Von 1968 bis 1970 inszenierte er in Essen, 1971 bis 1975 am Deutschen Schauspielhaus Hamburg, führte aber auch in Oberhausen, Basel, am Wiener Burgtheater und an den Staatlichen Schauspielbühnen Berlin Regie. 1976 wechselte Dorn an die Münchner Kammerspiele, wo er zunächst die Oberspielleitung und 1983 als Nachfolger von Hans-Reinhard Müller die Intendanz übernahm. Weitere Aufgaben: Gründungsrektor der Stuttgarter Theaterakademie 1988 und interimistischer Oberspielleiter des Münchner Theaters der Jugend 1990.
Nachdem Dorn den Ruf der Münchner Kammerspiele als einer führenden Schauspielbühne maßgeblich gefestigt hatte, wurde sein Vertrag 2001 gleichwohl nicht verlängert, sondern die Intendanz Frank Baumbauer übertragen. Dorn wurde daraufhin Intendant des Bayerischen Staatsschauspiels und in dieser Eigenschaft auch Mitglied des Rundfunkrats des Bayerischen Rundfunks. Sein Nachfolger in diesen Ämtern wurde 2011 Martin Kušej.

## Inszenierungen am Bayerischen Staatsschauspiel
- Der Kaufmann von Venedig, William Shakespeare (Übersetzung Michael Wachsmann), Premiere 11. Oktober 2001 Residenztheater
- Der Schein trügt, Thomas Bernhard, Eine Produktion der Münchner Kammerspiele. Neu inszeniert für das Bayerische Staatsschauspiel. Ab 20. Oktober 2001, Residenztheater
- Hekabe, Euripides (Übersetzung Michael Wachsmann), Eine Produktion der Münchner Kammerspiele. Neuinszenierung für das Bayerische Staatsschauspiel. Ab 24. Oktober 2001, Residenztheater
- Amphitryon, Heinrich von Kleist, Eine Produktion der Münchner Kammerspiele. Neuinszenierung für das Bayerische Staatsschauspiel. Ab 26. Oktober 2001, Residenztheater
- Der Tag Raum, Don DeLillo, Premiere 8. Dezember 2001 Theater im Haus der Kunst
- Der Narr und seine Frau heute abend in Pancomedia, Botho Strauß, Premiere 24. April 2002, Residenztheater
- Die Wände, Jean Genet, Premiere 28. Mai 2003, Residenztheater
- Maß für Maß, William Shakespeare (Übersetzung Michael Wachsmann), Premiere 27. Mai 2004, Residenztheater
- Die eine und die andere, Botho Strauß, Uraufführung 27. Januar 2005, Residenztheater
- Die Bakchen, Euripides (Übersetzung Michael Wachsmann), Premiere 11. Oktober 2005, Residenztheater
- Floh im Ohr, Georges Feydeau, Premiere 21. Oktober 2006, Residenztheater
- Androklus und der Löwe, George Bernard Shaw, Premiere 19. Dezember 2006, Residenztheater
- Der Gott des Gemetzels, Yasmina Reza, Premiere 26. Januar 2008, Residenztheater
- Idomeneus, Roland Schimmelpfennig, Uraufführung 15. Juni 2008, Residenztheater
- Das Käthchen von Heilbronn, Heinrich von Kleist, Premiere 12. Februar 2011, Residenztheater

## Opern-Inszenierungen
Dorn war – vielfach zusammen mit dem Bühnen- und Kostümbildner Jürgen Rose – auch für Opernproduktionen verantwortlich. Als Opernregisseur debütierte er am 15. Juni 1979 an der Wiener Staatsoper mit Die Entführung aus dem Serail von Wolfgang Amadeus Mozart (Dirigent Karl Böhm). Gleichfalls 1979 brachte er bei den Salzburger Festspielen Ariadne auf Naxos von Richard Strauss (Dirigent Böhm) sowie 2003 die Uraufführung von L’Upupa und der Triumph der Sohnesliebe von Hans Werner Henze (Dirigent Markus Stenz) heraus und 2010 Orfeo ed Euridice von Christoph Willibald Gluck (Dirigent Riccardo Muti).
1981 inszenierte Dorn die Uraufführung von Menschentraum von Peter Michael Hamel am Staatstheater Kassel. Zudem arbeitete Dorn bei den Ludwigsburger Schlossfestspielen (Così fan tutte, Dirigent Wolfgang Gönnenwein, 1984; Le nozze di Figaro, Dirigent Gönnenwein, 1987), den Bayreuther Festspielen (Der Fliegende Holländer von Richard Wagner, 1990), Elektra von Richard Strauss (Dirigent: Daniel Barenboim) an der Berliner Staatsoper unter den Linden; an der Bayerischen Staatsoper (Wozzeck von Alban Berg, 1982, Così fan tutte, 1993, und Le nozze di Figaro, 1997) und an der Metropolitan Opera in New York (Tristan und Isolde, Dirigent James Levine, 1999). 2008 erfolgte die Wiederaufnahme von Tristan und Isolde an der MET.
Am 14. Juni 2008 fand mit einem Festakt des Bayerischen Staatsministeriums für Finanzen die Wiedereröffnung des Cuvilliés Theaters in München statt. Am Abend folgte die erste Vorstellung von Dieter Dorns Idomeneo-Inszenierung. Am
18. Juni 2008 war dann deren offizielle Premiere (Dirigent: Kent Nagano, Bühne und Kostüme Jürgen Rose unter anderem mit Juliane Banse, Annette Dasch, John Mark Ainsley, Pavol Breslik und Rainer Trost).
Im März 2013 begann mit Rheingold Dieter Dorns Inszenierung von Wagners Ring des Nibelungen an der Oper in Genf. Dorns Inszenierung von Verdis Oper La Traviata an der Berliner Staatsoper hatte am 19. Dezember 2015 ihre Premiere.

## Teilnahme an Festspielen und Theatertreffen (Auswahl)
- 1971: Berliner Theatertreffen, Der Menschenfreund von Christopher Hampton
- 1974: Salzburger Festspiele, Uraufführung Die Macht der Gewohnheit von Thomas Bernhard
- 1977: Berliner Theatertreffen, Minna von Barnhelm von Gotthold Ephraim Lessing
- 1978: Berliner Theatertreffen, Groß und Klein von Botho Strauß
- 1979: Salzburger Festspiele, Ariadne auf Naxos von Richard Strauss
- 1984: Ludwigsburger Schlossfestspiele, Così fan tutte von Wolfgang Amadeus Mozart
- 1986: Salzburger Festspiele, Der zerbrochene Krug von Heinrich von Kleist (Mü. Premiere am 14. Oktober 1986)
- 1987: Ludwigsburger Schlossfestspiele, Le nozze di Figaro von Wolfgang Amadeus Mozart
- 1987: Berliner Theatertreffen, Troilus und Cressida von William Shakespeare
- 1989: Berliner Theatertreffen, Besucher von Botho Strauß (Uraufführung)
- 1990: Richard-Wagner-Festspiele, Der Fliegende Holländer von Richard Wagner
- 1991: Berliner Theatertreffen, Schlußchor von Botho Strauß (Uraufführung)
- 2003: Salzburger Festspiele, L’Upupa und der Triumph der Sohnesliebe von Hans Werner Henze (Uraufführung)[6]
- 2016: Salzburger Festspiele, Endspiel von Samuel Beckett

## Filmografie (Auswahl)

### Regie
- Die Eine und die andere (2004)
- Cymbelin (2000)
- Amphitryon (1999)
- Prinz Friedrich von Homburg (1997)
- König Lear (1992)
- Der zerbrochne Krug (1990)
- Faust – Vom Himmel durch die Welt zur Hölle (1988)
- L’Upupa und der Triumph der Sohnesliebe (2003, als Regisseur der Opernproduktion)
- Der Kaufmann von Venedig (2004)

### Darsteller
- Neue Freiheit – keine Jobs (1998)
- Die Verwandlung der Welt in Musik (1994, als er selbst)

## Hörspiele

### Regie
- 1988: Botho Strauß: Bagatellen (Hörspiel – WDR)

## Auszeichnungen und Ehrungen
Dorn erhielt 1972 die Kainz-Medaille der Stadt Wien und den Deutschen Kritikerpreis. Er wurde zum Münchner Künstler des Jahres 1976 gewählt und bekam den Kulturellen Ehrenpreis der Landeshauptstadt München 1993. Seit 2001 ist er Mitglied im Bayerischen Maximiliansorden für Wissenschaft und Kunst. 2008 erhielt er (bei der Wiedereröffnung des Münchner Cuvilliés Theaters) von Thomas Langhoff (Direktor der Sektion darstellende Kunst der Akademie der Künste Berlin) die Tabatiere „Büchse der Pandora“ aus dem Nachlass von Boleslaw Barlog. 2009 erhielt er die Bayerische Verfassungsmedaille in Gold, 2011 das Große Verdienstkreuz mit Stern der Bundesrepublik Deutschland. Ebenfalls erhielt er 2011 den Sonderpreis des Bayerischen Staatsministeriums für Wissenschaft, Forschung und Kunst des Kulturpreises Bayern.

## Ämter und Mitgliedschaften
Dorn ist seit 1979 Mitglied der Berliner Akademie der Künste und der Bayerischen Akademie der Schönen Künste. Seit 1986 ist er bei letzterer Direktor der Abteilung für darstellende Kunst.

## Werke
- Autobiographie: Spielt weiter! Mein Leben für das Theater. C. H. Beck, München 2013, ISBN 978-3-406-64500-6.